# Microcalorimètre
On réserve, en général, le nom de microcalorimètre aux dispositifs permettent la mesure d'un dépôt d'énergie impulsionnel comme celui engendré par une interaction entre le rayonnement X ou gamma avec un absorbeur et le nom de microbolomètre aux dispositifs permettant la mesure de flux comme c'est le cas dans l'astronomie infrarouge.

## Principe
Le principe du calorimètre repose sur le fait que la capacité calorifique des matériaux tend vers 0 quand on descend à très basse température.

## Types de microcalorimétrie
Il existe plusieurs types de microcalorimétrie. Le titrage calorimétrique isotherme (ITC) et la calorimétrie à balayage différentiel (DSC) en sont deux exemples.
Le titrage calorimétrique isotherme est une technique qui permet notamment d'étudier avec une grande précision la liaison d'un ligand à une macromolécule ou l'interaction entre 2 macromolécules. Cette technique mesure le changement d'enthalpie lors de la liaison de biomolécules à température constante.
La calorimétrie à balayage différentiel permet d'étudier l'interaction entre des biomolécules, la stabilité des protéines, des transitions de phase lipidique, la micellisation de surfactants, la fusion d'acide nucléique et la stabilité de certains principes actifs (sous forme liquide).

## Limites de détection
La limite de détection pour l'ITC se situe à environ 50µJ